# Chloe Clark Willson
Chloe Aurelia Clark Willson (16 de abril de1818–2 de junio de 1874) fue una de las primeras pioneras de lo que luego se convirtió en el Estado de los EE. UU. de Oregón, y una de las primeras profesoras de la misión Metodista en Willamette Valley.
Chloe Clark (a veces Clarke) nació el 16 de abril de 1818, en East Windsor (Connecticut). Se educó en la Wilbraham Academy.
Se casó con William H. Willson, el más tarde fundador de Salem (Oregón), el 16 de agosto de 1840, en la Nisqually Mission. Fue la primera boda de ciudadanos estadounidenses en el oeste de Washington.
Willson se convirtió en la primera profesora del Orgeon Institute, el cual fue fundado después del fracaso de la misión Metodista. Willson es conocida por su diario, en el que escribía las crónicas de su viaje a Oregón a bordo del barco Lausanne y su vida como profesora de las misiones, así como su vida posterior, y es un recurso valioso para los historiadores. En 1935, el diario fue dado a la Willamette University (sucesora del Oregon Institute) por su yerno Joseph K. Gill.